# Nacaduba duplicata
Nacaduba duplicata är en fjärilsart som beskrevs av Lambertus Johannes Toxopeus. Nacaduba duplicata ingår i släktet Nacaduba och familjen juvelvingar. Inga underarter finns listade i Catalogue of Life.